# Stanisławów (powiat grodziski)
Stanisławów – wieś sołecka w Polsce położona w województwie mazowieckim, w powiecie grodziskim, w gminie Baranów.
Wieś leży na Równinie Łowicko-Błońskiej. Na wschód od Stanisławowa przepływa rzeka Pisia Tuczna.
W latach 1945–1975 miejscowość należała administracyjnie województwa warszawskiego. W latach 1975–1998 do woj. skierniewickiego.
Jesienią 2017 roku rząd przedstawił koncepcję wybudowania w okolicach tej miejscowości tzw. Centralnego Portu Komunikacyjnego z dużym lotniskiem przesiadkowym (hubem) i węzłem kolejowym łączącym je z największymi miastami Polski.